# Ordinariato militar para Venezuela
El ordinariato militar para Venezuela es una circunscripción eclesiástica de la Iglesia católica en Venezuela. Se trata de un ordinariato militar latino, inmediatamente sujeto a la Santa Sede (agregado a la provincia eclesiástica de la arquidiócesis de Caracas). Desde el 8 de junio de 2015 el ordinario militar es el obispo Benito Adán Méndez Bracamonte.

## Territorio y organización

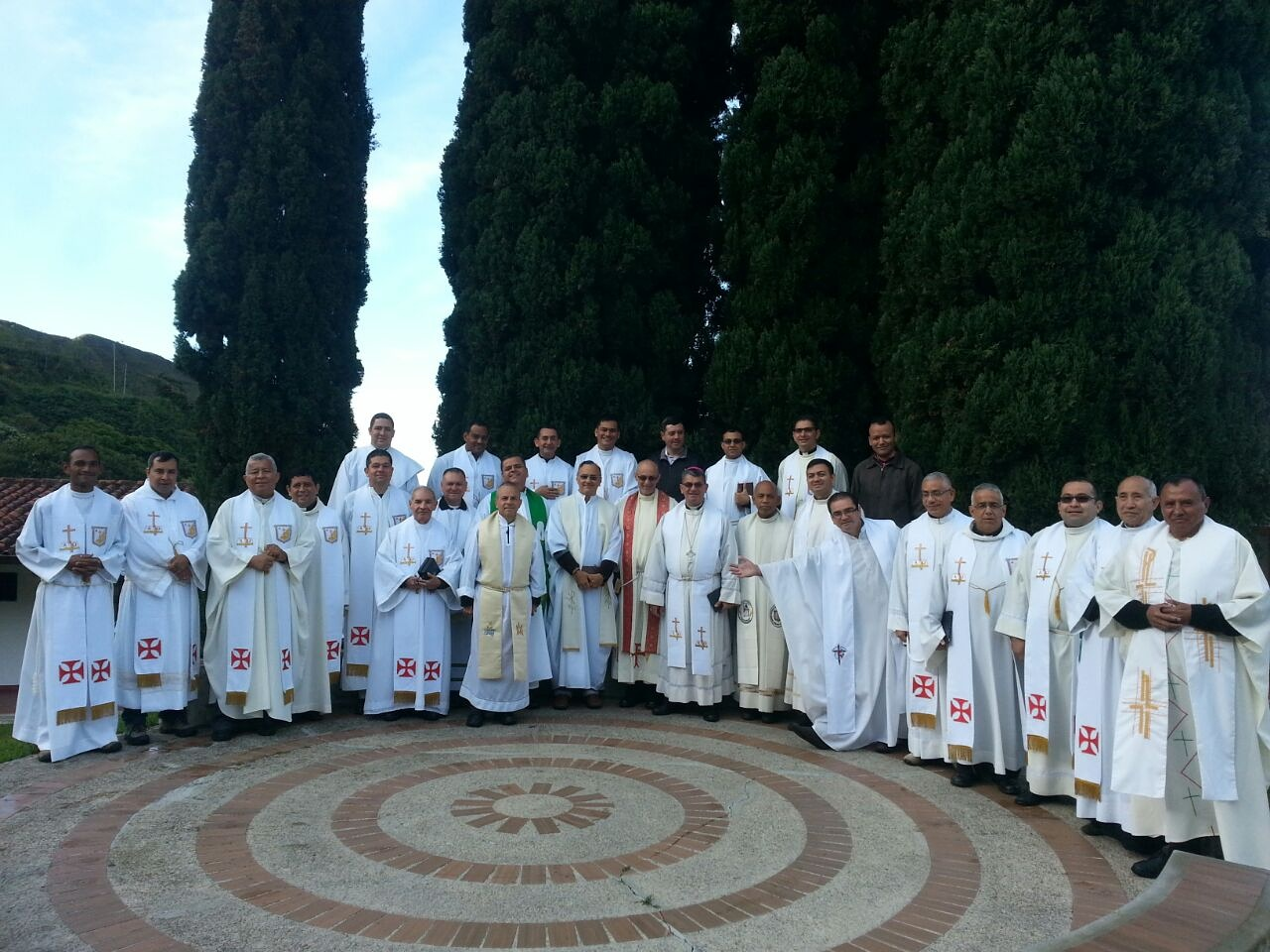
Retiro espiritual de capellanes en 2016

El ordinariato militar tiene jurisdicción personal peculiar ordinaria y propia sobre los fieles católicos militares de rito latino (y otros fieles definidos en los estatutos), incluso si se hallan fuera de las fronteras del país, pero los fieles continúan siendo feligreses también de la diócesis y parroquia de la que forman parte por razón del domicilio o del rito, pues la jurisdicción es cumulativa con el obispo del lugar. Los cuarteles y los lugares reservados a los militares están sometidos primera y principalmente a la jurisdicción del ordinario militar, y subsidiariamente a la jurisdicción del obispo diocesano cuando falta el ordinario militar o sus capellanes. El ordinariato tiene su propio clero, pero los obispos diocesanos le ceden sacerdotes para llevar adelante la tarea de capellanes militares de forma exclusiva o compartida con las diócesis. Su jurisdicción comprende a los miembros católicos militares y civiles de la Fuerza Armada Nacional Bolivariana (Ejército Bolivariano, la Armada Bolivariana, la Aviación Militar Bolivariana, la Guardia Nacional Bolivariana y la Milicia Bolivariana) e igualmente a sus familias en cualquier parte del país.
La sede del ordinariato militar se encuentra en la ciudad de Caracas, en el Distrito Capital. No posee catedral.
Además de la vicaría general (Pbro. Dr. Coronel Wilfredo José Linares Delfín), existen las siguientes vicarías episcopales:
- Vicaría episcopal para el Ejército Bolivariano (Pbro. Dr. coronel José Alexis Sánchez Pérez);
- Vicaría episcopal para la Armada Bolivariana (Pbro. Lic. Capitán de Navío Alfonzo Barbera Riccio);
- Vicaría episcopal para la Aviación Militar Bolivariana (Pbro. Mgs. Capitán Mario Segundo Mansilla Marquina);
- Vicaría episcopal para la Milicia Bolivariana (Pbro. Dr. Teniente Coronel Marlon Álvarez Sánchez).

El secretario canciller es el Pbro. Lic. Jesús Enrique Peña Areyano.
En 2021 en el ordinariato militar existían 10 parroquias:
| N.º | Parroquia                                      | Ubicación                                               | Párroco                                         |
| 1   | Nuestra Señora de Chiquinquirá y Elías Profeta | Comandancia de la Guardia Nacional                      | Pbro. (Teniente Coronel) Marlon Álvarez Sánchez |
| 2   | Nuestra Señora de Loreto                       | Base Aérea La Carlota                                   | Pbro. (primer teniente) Mario Mansilla          |
| 3   | Nuestra Señora del Valle                       | Escuela Naval Meseta de Mamo                            | Pbro. (capitán de fragata) Ignacio Aponte       |
| 4   | Nuestra Señora del Valle                       | Base Naval "Agustín Armario" Puerto Cabello             | Pbro. (teniente de fragata) Antonio Arellano    |
| 5   | Beata María de San José                        | Escuela Técnica Militar de la Fuerza Armada Bolivariana | Pbro. (mayor) Leonardo Lutenko                  |
| 6   | Madre del Perpetuo Socorro                     | Hospital Militar "Dr. Carlos Arvelo" San Martín         | Pbro. (capitán) Gustavo Espinosa                |
| 7   | Nuestra Señora Virgen de Loreto                | Base de Barquisimeto                                    | Pbro. (coronel) Jairo Nobirto                   |
| 8   | Nuestra Señora de Chiquinquirá                 | Comando de Zona N.º 11 (Zulia)                          | Mons. (coronel) José Antonio Ocaña García       |
| 9   | Nuestra Señora de la Milagrosa                 | Comando de Zona N.º 71 (Nueva Esparta)                  | Pbro. (teniente de fragata) William Mora        |
| 10  | Nuestra Señora de Chiquinquirá Barinas         | Comando de Zona N.º 33 (Barinas)                        | Pbro. (mayor) Tony Quintero                     |

El ordinariato militar cuenta con el Seminario Castrense San Juan de Capistrano, para la formación de los futuros capellanes militares en los cuales se forman en las áreas: humana, espiritual, académica, comunitaria y disciplina.

## Historia
El primer capellán militar de Venezuela fue designado el 29 de mayo de 1946.

### Gestiones para la erección de un vicariato castrense
El 20 de noviembre de 1970, en el Reporte de la Inspección efectuado a la Escuela de infantería por el general de brigada inspector general del Ejército, Homero Ignacio Leal Torres, bajo el n.º ISI-939 Informe N.º 64 del 20NOV70, se recomendó el estudio de la erección de un vicario castrense.
El 1 de diciembre de 1970 el cardenal José Humberto Quintero Parra, a petición del presidente de la República, Rafael Caldera, presentó un memorándum acerca de la necesidad de la erección de un vicariato castrense.
El 17 de julio de 1972, por resolución N.º 644 del Ministerio de la Defensa, se designó al director del Servicio de Capellanía, Ramón I. Lizardi, para que integrase, junto con el consultor jurídico del Ministerio de la Defensa, Germán Balda Cantisani, la representación del despacho en la comisión interministerial que se ocuparía del estudio y redacción del proyecto de convenio con la Santa Sede relativo a la erección del vicariato castrense.
El 25 de julio de 1972 Lizardi reiteró ante el Ministerio de la Defensa el memorándum presentado por el cardenal Quintero.
El 31 de julio de 1972 falleció Lizardi, motivo por el cual no se activó la comisión anteriormente designada.
El 13 de febrero de 1974 la comisión nombrada por resolución de Mindefensa N.º DG-607 del 05AGO73 para el estudio de la reorganización del Servicio de Capellanía, en la resolución N.º 04 del acta final presentada por el titular del despacho referente al trabajo efectuado, solicitó la erección del vicariato castrense.
El 22 de julio de 1975 el obispo coronel (Ej), director del Servicio de Capellanía, Marcial Ramírez Ponce presentó un informe a Giovani Mariani, nuncio apostólico en Venezuela, acerca de la necesidad de la erección del vicariato castrense.
En la cuenta N.º DIR-SECAFA- 02 del 04MAY77 la Dirección del Servicio De Capellanía solicitó la erección del vicariato castrense.
La solicitud anterior fue elevada por DIGENSER al titular del despacho en Oficio N.º AYUD-002739 del 18MAY77, el cual la remitió al Estado Mayor Conjunto para su estudio.
El 29 de mayo de 1977, en memorándum N.º AYEMC-00826, emanado de la Ayudantía del Estado Mayor Conjunto, se ordenó proceder al estudio y opinión sobre la erección del vicariato castrense.
El 15 de septiembre de 1977, en la cuenta N.º 436 presentada al residente de la República, Carlos Andrés Pérez, el ministro de la Defensa solicitó y obtuvo la autorización para iniciar con los organismos competentes las consultas referentes a la erección del vicariato castrense.
En la comisión de Leyes y Reglamentos Militares, se estudió la cuenta N.º DIR-SECAFA-02 del 04MAY77 en la cual el director del Servicio de Capellanía adujo las razones pertinentes para solicitar la erección del vicariato castrense.
En la reunión plenaria ordinaria de los arzobispos y obispos de Venezuela celebrada en julio de 1977 la idea de la erección del vicariato castrense para Venezuela fue respaldada en su totalidad.
Esta misma idea de la erección del vicariato castrense nuevamente fue respaldada por los arzobispos y obispos en la reunión ordinaria celebrada en enero de 1978.
El 9 de octubre de 1978 se presentó el proyecto al Estado Mayor Conjunto y se sugirió sea llevado a consulta del presidente de la República y luego el posterior envío al Ministerio de Relaciones Exteriores para la negociación correspondiente, según oficio N.º PE-AI-6324 del 07JUL78.
El 29 de marzo de 1978, en la nota informativa AYECMC-15 dirigida al Ministro de la Defensa, el general de división jefe del Estado Mayor Conjunto emitió su opinión favorable al documento redactado por COLEREMIL en donde se estudia el proyecto de la erección del vicariato castrense.
Este proyecto se estudió bajo la asesoría de Ubaldo Calabresi, nuncio apostólico en Venezuela y se remitió al ministro de la Defensa el 22 de mayo de 1979 con las sugerencias de que se presente al presidente de la República y se envíe oficialmente a través de la Cancillería al nuncio apostólico con el objeto de que se efectúen las consultas pertinentes a la Secretaría de Estado de la Santa Sede y demás organismos competentes de la Curia romana.
El 1 de junio de 1979 el director del Servicio de Capellanía entregó personalmente un memorándum sobre la erección del vicariato castrense al presidente de la República, Luis Herrera Campins.
En julio de 1979, durante las sesiones de la asamblea plenaria de la Conferencia Episcopal Venezolana, el presidente de la República se pronunció favorablemente por la erección del vicariato castrense y solicitó a los arzobispos y obispos la ratificación de su opinión anterior, la cual le fue presentada, a nombre de la Conferencia, por el presidente y vicepresidente de la misma durante los mismos días de la reunión.
El 25 de agosto de 1979 el director del Servicio de Capellanía entregó al ministro de la Defensa un amplio memorándum acerca de la erección del vicariato castrense.
El 8 de agosto de 1980, en la cuenta presentada por DIGENSER al ministro de la Defensa, el director del Servicio de Capellanía solicitó y obtuvo la aprobación para reactivar las prácticas necesarias para la erección del vicariato castrense.
Durante el año 1981 el director del Servicio se entrevistó con Reinaldo Chalbaud Zerpa, ministro de Justicia, con quien intercambió ideas acerca de la necesidad y oportunidad de la erección del vicariato castrense.
El 11 de julio de 1982 el director del servicio conversó detenidamente acerca del mismo propósito con el ministro de la Defensa, general de división Vicente Luis Narváez Churión.
En 1983, a solicitud del nuncio apostólico Luciano Storero, el episcopado venezolano reiteró su voto favorable para la erección del vicariato castrense.
Posteriormente el director del Servicio de Capellanía se entrevistó con el secretario de la Conferencia Episcopal Venezolana, con los representantes del Ministerio de Justicia, con una delegación de la comisión de Leyes y Reglamentos Militares para ultimar la redacción del convenio para la erección del vicariato castrense.
Cuando el general de división (EJ) Humberto Alcalde Álvarez asumió el cargo como ministro de la Defensa, el director del Servicio de Capellanía le presentó una relación informativa con el fin de hacerle saber las actuaciones en pro del vicariato castrense.
El 7 de agosto de 1984, en el anexo de la cuenta S/N- del 21JUL84 el director general sectorial de los servicios presentó al vicealmirante ministro de la Defensa una nota informativa acerca de las gestiones efectuadas para la erección del vicariato castrense. La decisión del ministro fue: "En Cuenta".
En agosto de 1984 el director del Servicio de Capellanía, cumpliendo instrucciones del cardenal José Alí Lebrún, se entrevistó con, Izaguirre, senador de la República, para cambiar impresiones acerca de la erección del vicariato castrense.
También durante agosto, y por sugerencia de Izaguirre, el director del Servicio en entrevista con Carpio Castillo, presidente de la comisión de Política del Senado y le entregó copia de la nota informativa acerca de las gestiones realizadas para la erección del vicariato castrense y el Documento elaborado para tal fin.
El 13 de noviembre de 1984 el director del Servicio de Capellanía hizo una exposición sobre el vicariato castrense al general de división (EJ) comandante general del Ejército y a los integrantes de su Estado Mayor.
El 14 de noviembre de 1984 el director del Servicio de Capellanía se entrevistó con Rafael Yánez, director de Cultos del Ministerio de Justicia a quien le manifestó sus deseos de adelantar la tramitación sobre el vicariato castrense y a quien le entregó copia de los documentos elaborados.
El mismo 14 de noviembre se comunicó con la Dra. Puig, en la Dirección de política en el Ministerio de Relaciones Exteriores y se fijó una entrevista personal para tratar el asunto en referencia para el 22 del mismo mes, sin embargo, esta reunión no pudo efectuarse.
El 12 de enero de 1985 el papa Juan Pablo II concedió una audiencia al Director del Servicio de Capellanía y le presenta el Informe acerca de todas las gestiones realizadas ante los diferentes Organismos competentes para lograr la creación del Vicariato Castrense para Venezuela, presentando esta situación como uno de los grandes recuerdos de la visita del Santo Padre al país.
El 29 de enero de 1985 el director del Servicio de Capellanía se entrevistó con el ministro de Relaciones Exteriores y con el general de división inspector general de las Fuerzas Armadas haciéndoles ver la necesidad y oportunidad de la erección del vicariato castrense con ocasión de la visita del papa al país.

### Gestiones para la erección de un ordinariato militar
Mediante la promulgación de la constitución apostólica Spirituali Militum Curae por el papa Juan Pablo II el 21 de abril de 1986 los vicariatos militares fueron renombrados como ordinariatos militares o castrenses y equiparados jurídicamente a las diócesis. Cada ordinariato militar se rige por un estatuto propio emanado de la Santa Sede y tiene a su frente un obispo ordinario nombrado por el papa teniendo en cuenta los acuerdos con los diversos Estados.
En julio de 1986 el episcopado venezolano, en reunión plenaria del mismo, reiteró su voto positivo para la erección del ordinario militar y por intermedio del ministro de Justicia lo hace del conocimiento del presidente de la República.
Las gestiones en pro del ordinariato militar se continuaron durante los años de 1987 a 1994, año este en donde se logró ya de una manera definitiva la erección del ordinariato militar.
Al asumir Ramón J. Velázquez la presidencia de la República, durante la visita que hizo el arzobispo de Caracas junto con los obispos auxiliares, Velázquez se interesó de manera especial en el tema de la erección del ordinariato militar, de tal manera que días después inició los contactos formalmente con la Santa Sede para la erección de dicho ordinariato, fruto obtenido el 24 de noviembre de 1994 con la firma del acuerdo entre la Santa Sede y el Gobierno de Venezuela, signado por Oriano Quilici como plenipotenciario de la Santa Sede y por Miguel Ángel Burelli Rivas, ministro de Relaciones Exteriores, como plenipotenciario de Venezuela.
Este acuerdo lo ratificó el presidente de la República, Rafael Caldera, el 31 de agosto de 1995 y el papa Juan Pablo II el 28 de septiembre del mismo año. 

### Erección del ordinariato militar
Una vez ratificado y firmado el acuerdo el ordinariato militar fue erigido el 31 de octubre de 1995 mediante la bula In ecclesia omnes del papa Juan Pablo II.
El 1 de febrero de 1996 el papa Juan Pablo II designó a Marcial Augusto Ramírez Ponce, obispo titular de Cariana, como primer ordinario militar de Venezuela, desligándolo de sus obligaciones como obispo auxiliar de Caracas, y quien tomó posesión del cargo el 24 de mayo de 1996 en la iglesia de Nuestra Señora de la Chiquinquirá, en Caracas, con la asistencia de Rafael Caldera, presidente constitucional de la República y comandante en jefe de las Fuerzas Armadas Nacionales; de Oriano Quilici, nuncio apostólico en Venezuela; de una representación del episcopado venezolano; del ministro de la Defensa; del alto mando militar; de una nutrida representación de capellanes militares y de sacerdotes de diferentes diócesis así como de delegaciones representativas de todos los mandos militares de las cuatro fuerzas. Ramírez Ponce era director del Servicio de Capellanía de las Fuerzas Armadas de Venezuela.
El primer incardinado después del obispo, fue el capitán de la aviación presbítero Leonardo Lucero Lutenko, luego de haber sido ordenado sacerdote, siendo militar de carrera. 
Posteriormente, los primeros seminaristas del ordinariato militar para Venezuela también salieron de la pastoral en la Aviación Militar Venezolana, y más adelante se agregaron otros provenientes de congregaciones religiosas y diócesis.

## Estadísticas
Según el Anuario Pontificio 2022 el ordinariato militar tenía a fines de 2021 un total de 36 sacerdotes, un religioso y una religiosa.
| Año                                                                             | Población            | Población | Población      | Sacerdotes | Sacerdotes    | Sacerdotes    | Bautizados por sacerdote | Diáconos permanentes | Religiosos | Religiosos | Parroquias |
| Año                                                                             | Bautizados católicos | Total     | % de católicos | Total      | Clero secular | Clero regular | Bautizados por sacerdote | Diáconos permanentes | Varones    | Mujeres    | Parroquias |
| ------------------------------------------------------------------------------- | -------------------- | --------- | -------------- | ---------- | ------------- | ------------- | ------------------------ | -------------------- | ---------- | ---------- | ---------- |
| 1999                                                                            |                      |           |                | 108        | 104           | 4             | 0                        |                      | 4          | 5          | 5          |
| 2000                                                                            |                      |           |                | 109        | 105           | 4             | 0                        |                      | 4          | 5          | 5          |
| 2001                                                                            |                      |           |                | 150        | 145           | 5             | 0                        |                      | 5          | 5          | 5          |
| 2002                                                                            |                      |           |                | 160        | 151           | 9             | 0                        |                      | 9          | 5          | 6          |
| 2003                                                                            |                      |           |                | 173        | 164           | 9             | 0                        |                      | 9          | 5          | 6          |
| 2004                                                                            |                      |           |                | 183        | 172           | 11            | 0                        |                      | 11         | 10         | 6          |
| 2013                                                                            |                      |           |                | 35         | 30            | 5             | 0                        |                      | 5          |            | 10         |
| 2016                                                                            |                      |           |                | 245        | 245           |               | 0                        |                      |            |            | 10         |
| 2019                                                                            |                      |           |                | 39         | 37            | 2             | 0                        |                      |            | 2          | 10         |
| 2021                                                                            |                      |           |                | 36         | 35            | 1             |                          |                      | 1          | 1          | 10         |
| Fuente: Catholic-Hierarchy, que a su vez toma los datos del Anuario Pontificio. |                      |           |                |            |               |               |                          |                      |            |            |            |

## Episcopologio
| Número | Fotografía | Obispo                          | Nativo de                        | Período                                       | Destino  |
| ------ | ---------- | ------------------------------- | -------------------------------- | --------------------------------------------- | -------- |
| 1°     |            | Marcial Augusto Ramírez Ponce † | Santiago de la Punta (merideño)  | 11 de febrero de 1996-19 de diciembre de 2000 | Retirado |
| 2°     |            | José Hernán Sánchez Porras †    | Palmira (tachirense)             | 19 de diciembre de 2000-13 de octubre de 2014 | Falleció |
| 3°     |            | Benito Adán Méndez Bracamonte   | Mene Grande (zuliano-trujillano) | Desde el 8 de junio de 2015                   |          |